# 이동훈 (성우)
이동훈(1980년 1월 3일(음력 1979년 11월 16일) ~ )은 데한민국의 성우로, 대원방송 성우극회 소속으로 2010년 대원방송 성우극회 공채 2기로 입사했다.

## 출연작품

### 애니메이션
- SD건담 삼국전 - 서황 / 진궁 / 감녕 / 장각 / 화웅 / 조비
- 갓슈벨 Final
- 그린세이버 (SBS) - 엘버
- 내일은 언제나 푸름 (MBC)
- 달의 요정 세일러문 (대원방송) - 조이사이트
- 도라에몽 11기 ~ 14기
- 드래곤볼 카이 - 염라대왕 / 자봉 / 16호
- 디지몬 크로스워즈 (대원방송) - 택티몬 / 그레이몬(C) / 메탈그레이몬(C) / 데커그레이몬 / 엔젤몬 / 슬래쉬엔제몬
- 뚜루뚜루 룹디두(대원방송) - 버들스
- 매일엄마 (SBS) - 정서천사 / 존
- 몬스터 버스터 클럽 - 퍼스터 / 제레미
- 리틀 칙스
- 붕붕카 라주 - 러피 / 베이커 / 쿨리 외
- 뽀글아 사랑해 (MBC)
- 오토비굿 - 데릭
- 미라클 체인지 퍼펙트 반장 - 리키
- 소년탐정 김전일 Original (애니박스) - 사키 류타 / 야시오카 야스유키 / 사야마 / 미즈사키 죠지 / 센도 유타카
- 도라에몽 11기, 13기
- 신 도라에몽 3기 ~ 5기
- 신령사냥
- 우리들이 있었다 - 나나미 아빠
- 원피스 Original - 샹크스 / 캐버디 / 깅 / 하찌 / 크로커다일(Mr.0) / 포트거스 D. 에이스 / 제프 / 아오키지 / 드레이크중령 / 재브라 / 스팬덤 / 스팬더인 / 오니구모
- 원피스 New 홀케이크 아일랜드 편 - 제프
- 유희왕 5D's - 드래간
- 유희왕 ZEXAL - 샤크(료 / 카미시로 료가)
- 페어리 테일 - 그레이 풀 버스터
- 킹라이온 볼트론 포스 - 로트
- 프레시 프리큐어! (대원방송) - 야마부키 타다시 (소희 아빠) / 치넨 다이스케 (강건일) / 티라미수
- 하트캐치 프리큐어! (대원방송) - 하나사키 요이치 (달래 아빠) / 코롱
- 캡틴 근육맨 (대원방송)
- 헌터X헌터 리메이크 (애니맥스)
- 츠리타마 (애니박스) - 아키라 아가르카르 야마다
- 세인트 세이야 오메가 (재능TV) - 하루
- 미나미家 세자매 4기 (애니박스) - 하루오
- 브링큰 (재능TV) - 부쉬 / 플러드 / 엘튼
- 바쿠만 (대원방송) - 미요시아빠
- 포켓몬스터 The Origin (투니버스)
- 유희왕 ARC-V (대원방송) - 사와타리 신고 (도진호)
- 로봇트레인 RT (SBS) - 알프
- 괴도 조커 (카툰네트워크)
- 도깨비 캡처 보물산의 전설 (KBS) - 나무꾼
- 스페이스 동의보감 (SBS) - 무정
- 스페이스 동의보감 2 (KBS) - 무정
- 내 친구 미소 (KBS) - 아빠
- 버디랜드의 친구들 (KBS) - 마크

### 극장판
- 페어리 테일: 봉황의 무녀 - 그레이 풀버스터
- 도라에몽:진구와 날개의 용사들 - 바비론
- 도라에몽:진구와 철인군단
- 슬램덩크 (애니박스) - 양호열
- 코쿠리코 언덕에서
- 바비극장판:왕자와 거지 - 줄리엔
- 바비극장판:페가수스의 날개
- 바비극장판:백조의 호수
- 홀리의 신비한 여행
- 짱구는 못말려 극장판: 초시공! 태풍을 부르는 나의 신부
- 짱구는 못말려 극장판: 태풍을 부르는 황금 스파이 대작전 - 플럼
- 에코 플래닛 3D: 지구 구출 특급 대작전 - 프레데릭 스톤
- 팬더와 친구들의 모험 - 단원
- 극장판 가면라이더 VS 파워레인저 슈퍼히어로 대전 - 오즈(오준혁), 조 깁켄 (캡틴 블루)
- 원피스 스탬피드 - 에이스

### 외화
- 삼국지 극장판 (CHING) - 주연 (주뢰)
- 퍼스트 어벤저 - 하워드 스타크(도미닉 쿠퍼)

### 특촬물
- 파워레인저 미라클포스 (대원방송) - 마지스(미라클 그린/고세이그린)
- 파워레인저 캡틴포스 (대원방송) - 조 깁켄 카인
- 파워레인저 고버스터즈 (대원방송) - 쥬몬지 게키(우주형사 갸반)
- 가면라이더 디케이드 (대원방송) - 렌 (키타무라 에이키) / 이부키 / 준이치 / 모모세
- 가면라이더 더블 (대원방송) - 성무현 외 단역
- 가면라이더 오즈 (대원방송) - 오준혁 (가면라이더 오즈)

### 노래
- 다녀왔어요 - 매일엄마 엔딩 곡
- 오토비굿 - 오토비굿 오프닝 곡

### 게임
- 그랜드체이스 for kakao - 아르사드
- 아발론 온라인
- 월드 오브 워크래프트
- 블레이드 앤 소울
- 파이터스 클럽
- 거울전쟁
- 네임리스 - 유리
- 도타2 - 리치 / 땜장이
- 라인 도저
- 연애데이 - 주성현
- 아스타
- 에덴의 너머 - 모리스 벨
- 크리티카
- 최강의 군단 - 갈가마귀
- 배틀리그 - 조르디 / 인페르노
- 엔들리스 레전드 - 드라켄
- 히어로즈 오브 더 스톰 - 길 잃은 바이킹 (에릭)
- 더 워킹 데드 시즌1 - 숀 그린
- 블랙 서바이벌 - 아르다 에브렌
- 삼국블레이드
- 커츠펠 - 에단 솔가드
- 유희왕 듀얼링크스 - 료(샤크/카미시로 료가)

### 드라마 CD
- 가정적인 남자 (ACO) - 패트릭 클라란스 서턴
- 편집프린스 (ORION) - 편집자
- NAMELESS (ACO) - 데인저러스 : 유리
- No Where, Now Here (ACO) - 유지훈 外
- 나와 호랑이님 (시드노벨) - 거타지
- 보일러룸 (ACO) - 테리 라이언
- 후궁담밀월 (ACO) - 백경화
- Walk On Water (ACO) - 렌셔 外
- 레인보우 시티 (ACO) - 곽수환

### 방송
- tvN Enews 기자vs기자(130924) - 나레이션
- 2013 멜론 뮤직 어워드(131114) - 나레이션